# أمير كندي
أمير كندي هي قرية في مقاطعة مشكين شهر، إيران. عدد سكان هذه القرية هو 70 في سنة 2006.